# Кардіогенний шок
 Кардіоге́нний шок  — це синдром[джерело?], який розвивається при раптовому порушенні насосної функції серця (переважно лівого шлуночку) і характеризується недостатнім кровопостачанням життєво важливих органів. Кардіогенний шок є однією з найчастіших причин летального результату при інфаркті міокарда. Він розвивається на тлі вираженої серцевої недостатності.

## Причини
- ушкодження серцевого м'яза — гостра систолічна недостатність серця, спричинена гострим коронарним синдромом (переважно, інфарктом міокарда — найчастіше, з елевацією ST та втратою >40 % скоротливості лівого шлуночка) та його ускладненнями (гостра недостатність мітрального клапана, розрив серцевого м'яза), міокардит, травма (контузія) серця, кардіоміопатії, загострення або досягнення кінцевої стадії хронічної серцевої недостатності;
- порушення ритму серця — брадикардія, тахіаритмії (особливо, шлуночкові тахікардії та фібриляція передсердь);
- гостре ушкодження клапанів серця (гостра недостатність мітрального або аортального клапана);
- дисфункція штучного клапана;
- традиційному значенні термін «кардіогенний шок» застосовується як визначення шоку, викликаного порушенням систолічної функції серця (функції серця, як насосу).

## Симптоми кардіогенного шоку
- систолічний тиск нижче 90 мм рт. ст.
- пульсовий тиск (різниця між систолічним АТ та діастолічним АТ) 20 мм рт.ст. або менше;
- зниження діурезу менше 20 мл/годину;
- симптоми зниження периферичного кровопостачання (блідо-ціанотична «мармурова» шкіра, зниження температури шкіри, позитивний симптом «білої плями»);
- порушення свідомості.

## Лікування
- знеболювання (частіше причиною кардіогенного шоку є інфаркт міокарду з сильним больовим синдромом) — використовують наркотичні анальгетики;
- оксигенотерапія 8-15 л/хв;
- тромболітична терапія (як при інфаркті міокарда);
- інфузійна терапія (проводиться дуже обережно під контролем ЦВТ та аускультації легень);
- використання симпатоміметиків — для підвищення скоротливої сили міокарду (дофамін 4 % 10мл на 400мл NaCl 0,9 % або 5 % глюкози в/в крапельно під контролем АТ).